# Stephanie Garber
Stephanie Garber é uma autora americana de ficção para jovens adultos conhecida pela série Caraval. Ela já foi a autora best-seller número 1 do New York Times e do Sunday Times com a série Caraval, que foi traduzida em mais de 25 idiomas.

## Biografia
Stephanie Garber cresceu no norte da Califórnia, onde foi comparada com personagens fictícios com imaginação selvagem e traços teimosos. Quando ela não está escrevendo, ensina escrita criativa.
Garber era uma diretora residente da faculdade quando começou a escrever nas horas vagas. Ela escreveu vários romances e recebeu muitas rejeições até que seu quarto livro, uma ópera espacial, chamou a atenção de um agente literário. Quando a ópera espacial não conseguiu vender, Garber escreveu Caraval.
Quando ela não está escrevendo, ela geralmente está lendo ou assistindo programas de televisão com vampiros. Agora que seu sonho de se tornar uma autora publicada se tornou realidade, seu novo sonho é visitar o restrito Clube 33 na Disneylândia.

## Obras

### Trilogia Caraval
1. Caraval (2017) No Brasil: Caraval (Novo Conceito, 2017) Em Portugal: Caraval (Editorial Presença, 2018)
2. Legendary (2018) No Brasil: Lendário (Novo Conceito, 2019) Em Portugal: Lendário (Editorial Presença, 2021)
3. Finale (2019) No Brasil: Finale (Gutenberg, 2022) Em Portugal: Finale (Editorial Presença, 2022)

- Spectacular (novela, 2024) (ilustrado por Rosie Fowinkle) No Brasil: Espetacular (Gutenberg, 2024) Em Portugal: Spectacular (Editorial Presença, 2024)

### SérieOnce Upon a Broken Heart
1. Once Upon a Broken Heart (2021) No Brasil: Era Uma Vez um Coração Partido (Gutenberg, 2022) Em Portugal: Era Uma Vez um Coração Partido (Editorial Presença, 2023)
2. The Ballad of Never After (2022) No Brasil: A Balada do Felizes para Nunca (Gutenberg, 2023) Em Portugal: E Não Viveram Felizes para Sempre (Editorial Presença, 2024)
3. A Curse For True Love (2023) No Brasil: A Maldição do Verdadeiro Amor (Gutenberg, 2023) Em Portugal: A Maldição do Amor Verdadeiro (Editorial Presença, 2024)

### Livro isolado
- Alchemy of Secrets (2025)